# Альфа и Омега: Клыкастая братва
«А́льфа и Оме́га: Клыка́стая братва́» (англ. Alpha and Omega) — полнометражный компьютерный мультфильм Энтони Белла и Бена Глюка. Мировая премьера состоялась 8 сентября 2010 года на Кинофестивале в Торонто. Компания-распространитель мультфильма — Lionsgate. Фильм показывается также в формате 3D.

## Сюжет
В мультфильме рассказывается о двух волках, самце и самке, Кейт и Хамфри. Кейт — альфа-волчица, дисциплинированная и ответственная, Хамфри — «омега» (аутсайдер в волчьей стае), легкомысленный молодой волк, веселящийся с такими же, как он сам, бездельниками-волками. В начале фильма он придумал кататься на бревне, и вскоре ему это пригодилось.
Отец Кейт, вожак её стаи, сосватал дочь за альфа-самца другой стаи Гарта, в надежде предотвратить войну между стаями. Но свадьба отложилась в один прекрасный день, когда служители канадского заповедника «Джаспер» отловили Кейт и Хамфри, случайно оказавшихся рядом друг с другом, и перевезли их за тысячи километров от родной стаи, в другой заповедник, в Айдахо, с целью повышения там популяции волков. Но похоже, что волки не хотят жить в Айдахо, и наши герои принимают решение вернуться назад в Канаду. В новом заповеднике они обращаются за помощью к гусю-франкоканадцу Марселю и его другу селезню-англичанину Пэдди, которые объясняют, зачем их перевезли в Айдахо. Обратная дорога домой для главных героев сопряжена с многочисленными трудностями, которые волки сообща преодолевают. И несмотря на то, что между альфой и омегой не может быть ничего общего, они постепенно сближаются и влюбляются друг в друга. Вопреки закону стаи они даже вместе воют на луну. В это время то же самое происходит между омегой Лили (сестрой Кейт) и Гартом.
Когда главные герои возвращаются домой, Кейт принимает решение выйти замуж за Гарта с целью объединить стаи. Это очень ранит душу Хамфри, он собирался уйти из стаи и стать волком-одиночкой. Но во время брачного торжества Кейт срывает свадьбу, говоря, что не может выйти замуж за Гарта, ведь она влюбилась в другого (Хамфри). Гарт говорит своему отцу, что он тоже влюбился в другую волчицу (Лили). Но отцы Кейт и Гарта не принимают решение своих детей, из-за чего начинается битва между стаями. По пути из заповедника Хамфри случайно встречает Кейт, и они решают остановить войну между стаями. В драку вмешивается табун оленей, в ловушку которого попадаются вожаки стай. Хамфри и Кейт спасают их, а они отменяют закон о том, что Альфа и Омега не могут любить друг друга. Теперь у Хамфри и Кейт появляется шанс быть вместе.

## Роли озвучивали
- Хейден Панеттьер — Кейт, альфа-волчица
- Джастин Лонг — Хамфри, омега-волк
- Дэннис Хоппер — Тони, вожак Восточной стаи
- Кристина Риччи — Лили, сестра Кейт, омега
- Ларри Миллер — Марсель
- Дэнни Гловер — Уинстон, вожак Западной стаи, отец Кейт и Лили
- Кристин Лэйкин — Ребе
- Викки Льюис — Ева, мать Кейт и Лили, жена Уинстона
- Эрик Прайс — Алан
- Крис Кармак — Гарт, альфа-волк, сын Тони
- Тоби Хасс — работник на стоянке грузовиков

## Прокат
Прокат в Казахстане, России и на Украине стартовал 16 сентября 2010 года, в Канаде, Сингапуре и США — 17 сентября 2010 года, в Венгрии и Кувейте — 21 октября 2010 года.

## Отзывы
«Мультфильм для всей семьи: добрый, весёлый, увлекательный. Учит зрителей слушать своё сердце, которое укажет правильный путь», — рецензия в Новом взгляде.

## Продолжение
8 октября 2013 г. вышло продолжение — мультфильм «Альфа и Омега 2: Приключения праздничного воя».